# Westernbödefeld
Westernbödefeld ist ein Ortsteil der Stadt Schmallenberg in Nordrhein-Westfalen.

## Geografie

### Lage
Das Dorf liegt 450 m über NN rund zwei Kilometer nordwestlich von Bödefeld. Durch den Ort führt die Landesstraße 776. Am Ortsrand kreuzen die Landesstraßen L 776/L 740. Der Gellinghauser Bach fließt durch den Ort. In der Ortsmitte fließt der Bach Wallensiepen in den Gellinghauser Bach.

### Nachbarorte
Angrenzende Orte sind Brabecke, Bödefeld, Gellinghausen, Dornheim und Frielinghausen.

## Geschichte

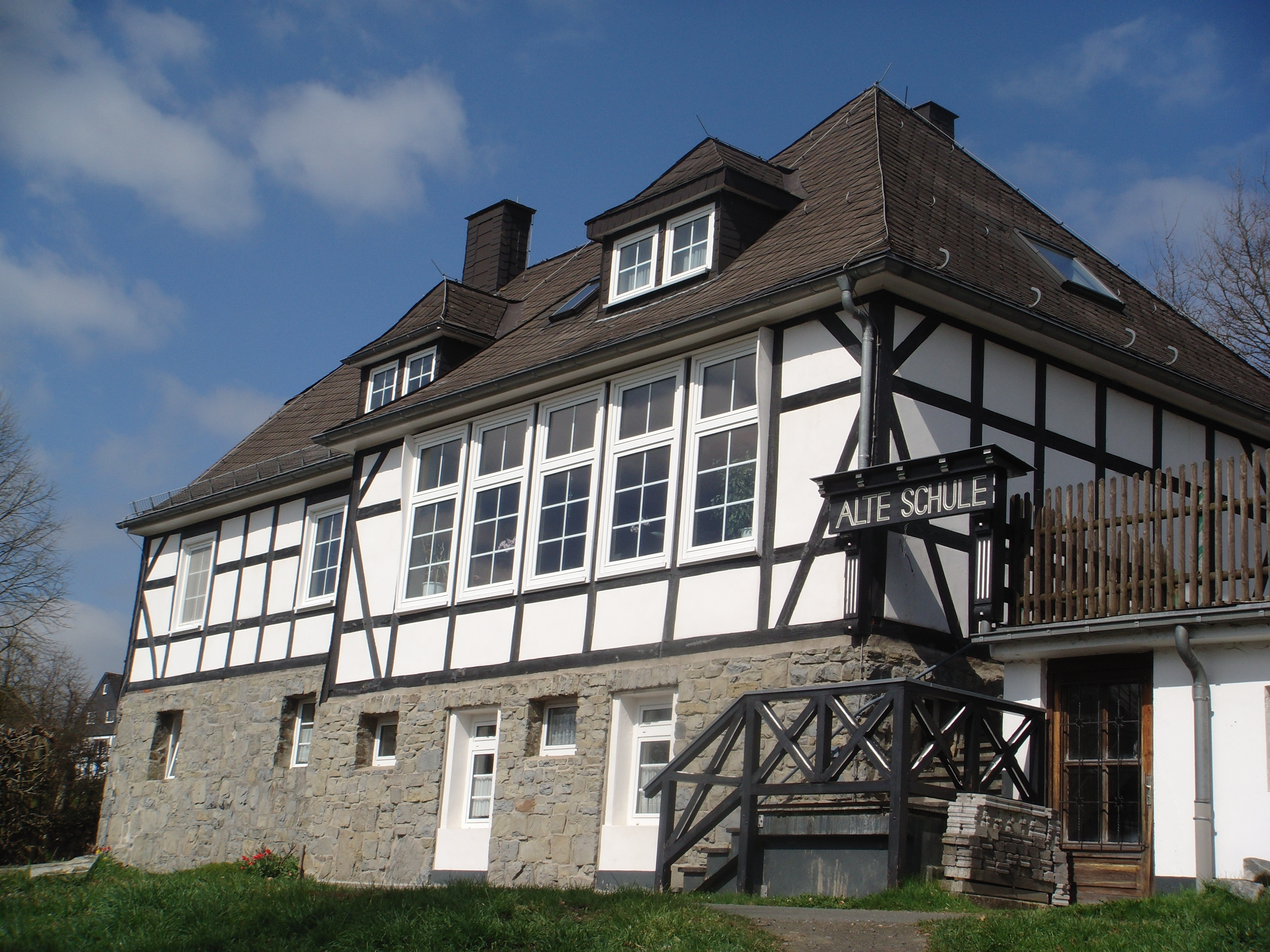
Alte Schule

1314 wird Westernbödefeld (damals als Western Bodefeld) erstmals erwähnt. In Westernbödefeld gab es „An der Linde“ eine Richtstätte und einen Freigerichtsstuhl.
Bis zur kommunalen Neugliederung in Nordrhein-Westfalen gehörte Westernbödefeld zur Gemeinde Bödefeld-Land. Seit dem 1. Januar 1975 ist Westernbödefeld ein Ortsteil der Stadt Schmallenberg.

## Kapelle
Im Dreißigjährigen Krieg wurde der Ort durch Plünderungen und Brandschatzung fast völlig zerstört. Die Pest trug ebenfalls dazu bei, dass ganze Familien ausgerottet wurden. Die Überlebenden fassten dennoch den Mut ihre Häuser wieder aufzubauen. Sie errichteten eine Kapelle im oberen Teil des Dorfes und weihten sie den Aposteln Petrus und Paulus.
Um das Jahr 1716 wurde die Heilige Jungfrau Maria die neue Schutzheilige der Kapelle. Im Jahre 1945 war die alte Kapelle baufällig und zu klein geworden, sodass sie 1952 an der heutigen Stelle neu errichtet und 1953 geweiht wurde.

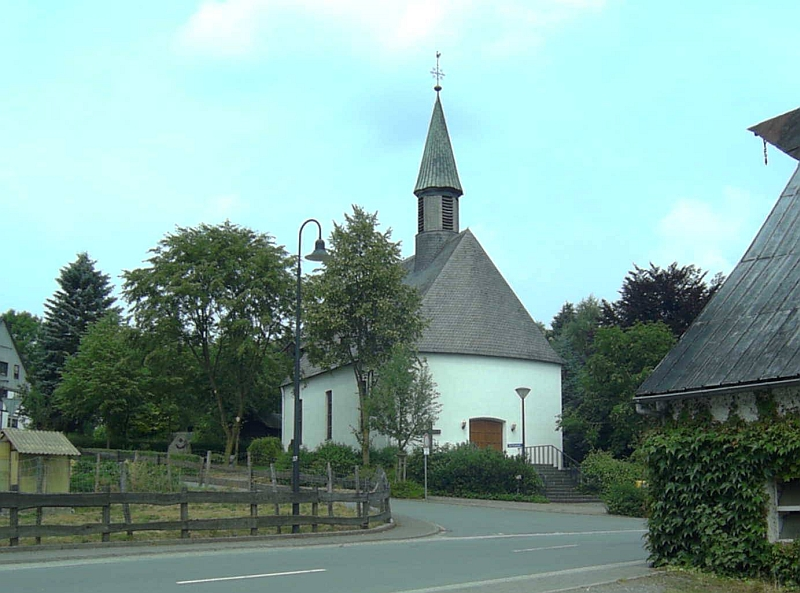
Kapelle
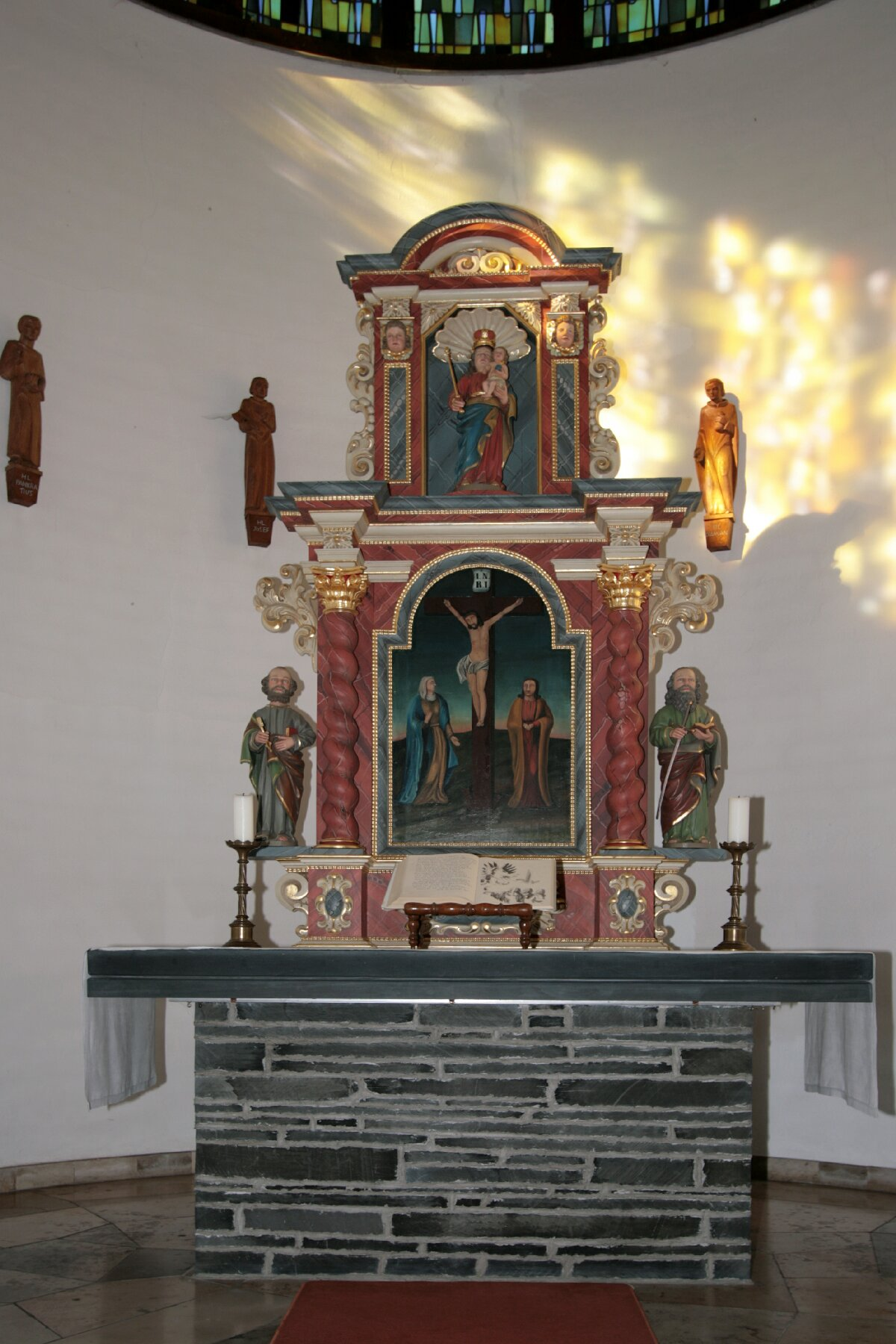
Altar der Kapelle

## Sonstiges
In Westernbödefeld steht eine überregionale Wetterstation.

## Söhne und Töchter des Ortes
- Karl Knipschild (1935–2016) war ein deutscher Politiker und Landtagsabgeordneter.